# Jinmaku Kyūgorō

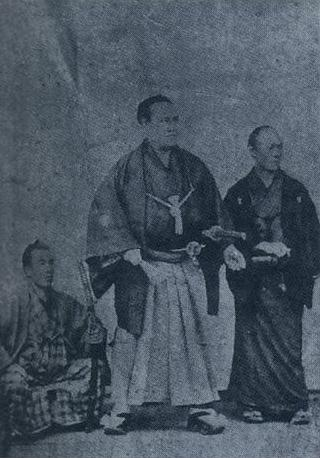
Jinmaku Kyūgorō (au milieu)

Jinmaku Kyūgorō est un nom japonais traditionnel ; le nom de famille (ou le nom d'école), Jinmaku, précède donc le prénom (ou le nom d'artiste).
Jinmaku Kyūgorō (陣幕 久五郎) (4 juin 1829 – 21 octobre 1903), de son vrai nom Shintaro Ishigura, est un lutteur sumo officiellement reconnu comme le 12e yokozuna.

## Biographie
Jinmaku est né dans le district d'Ou dans la province d'Izumo (actuelle préfecture de Shimane). En 1847, il devient l'élève du lutteur Hatsushio Kyūgorō à Onomichi. À la mort de celui-ci en 1848, il se rend à Osaka et devient l'élève d'Asahiyama Shirouemon, effectuant son premier combat en 1850. Il travaille au service du domaine de Tokushima puis se rend au domaine de Matsue et enfin au domaine de Satsuma.
En 1850, il se rend à Edo et devient l'élève d'Hidenoyama Raigorō, le 9e yokozuna. Il entre dans la première division makuuchi en janvier 1858. En janvier 1867, il reçoit lui-même le titre de yokozuna par la maison Gojo mais pas par la maison Yoshida Tsukasa. Il obtient officiellement le titre de yokozuna en juillet 1867 mais le tournoi du mois de novembre suivant est son dernier. Le 25 décembre 1867, il est témoin des troubles de la restauration de Meiji et envoie une lettre à Saigo Takamori. Il fuit Edo pour se rendre à Kyoto. La guerre de Boshin commence en janvier 1868 et il protège son maître Shimazu Tadayoshi des combats.
Jinmaku comptabilise 87 victoires pour seulement 5 défaites dans la première division makuuchi. Toutes ses défaites ont lieu quand il est encore classé maegashira et sekiwake. Il est le seul lutteur à n'avoir jamais perdu de combat en tant que yokozuna. Son pourcentage de victoire est de 94,6%.

## Le Monument auxYokozuna

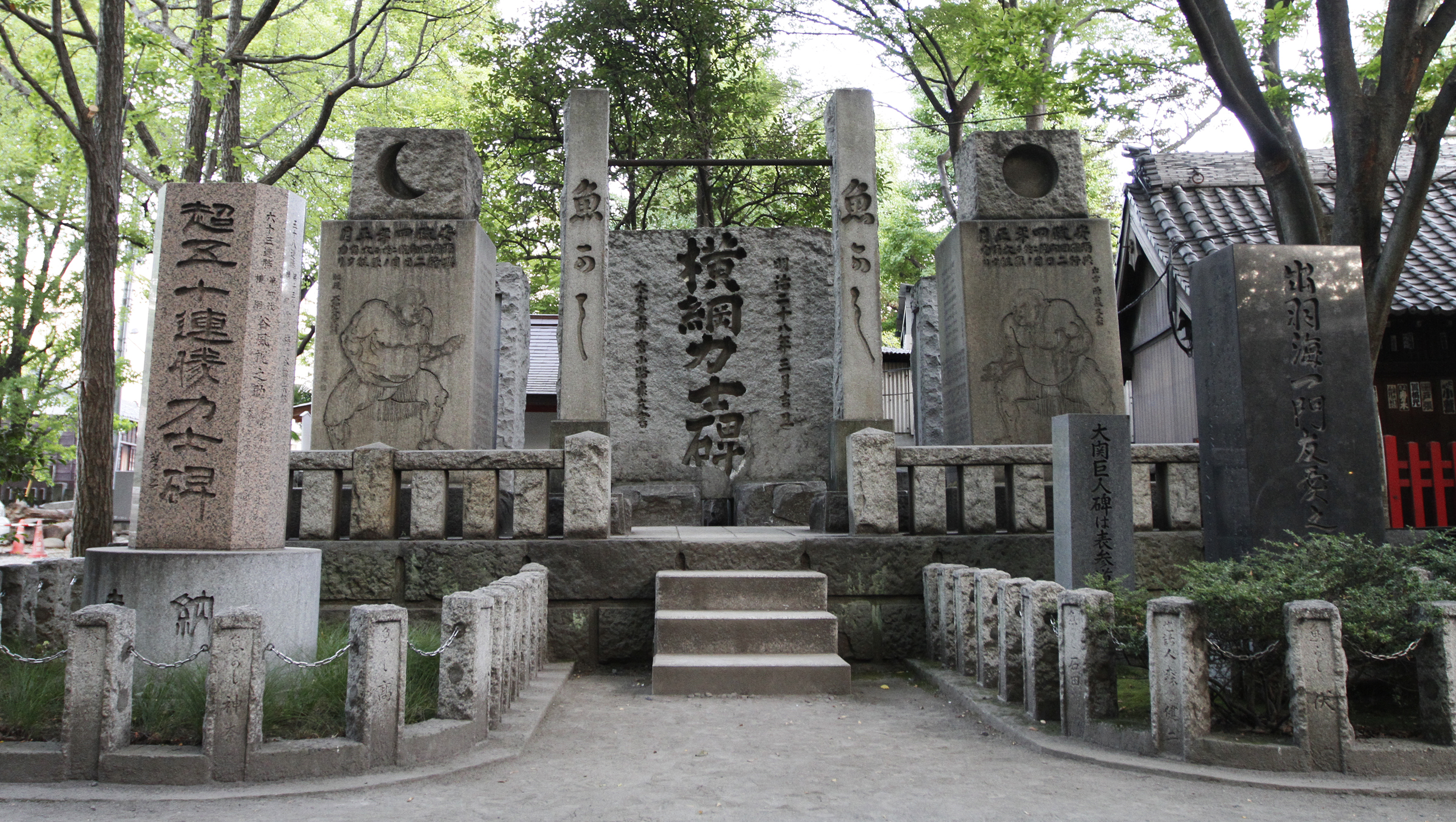
Le Monument aux Yokozuna.

En 1900, Jinmaku fait ériger le monument aux Yokozuna Rikishi (lutteurs yokozuna) au Tomioka Hachiman-gū dans l'arrondissement de Kōtō à Tokyo. C'est l'aboutissement d'un long projet personnel visant à exprimer de la reconnaissance envers tous les autres yokozuna. Pour la première fois, Akashi Shiganosuke, Ayagawa Gorōji et Maruyama Gondazaemon sont reconnus comme les trois premiers yokozuna.

## Palmarès
- La durée réelle des tournois de l'année de l'époque varie souvent.

Dans le tableau suivant, les cases en vert sont celles des tournois remportés.
| -     | Printemps                                 | Hiver                                      |
| ----- | ----------------------------------------- | ------------------------------------------ |
| 1858  | Maegashira de l'est #6 5–0–2 3d           | Pas de tournois en raison d'un incendie    |
| 1859  | Maegashira de l'est #7 3–0–6 1d           | Maegashira de l'est #2 6–2–1 1h            |
| 1860  | Maegashira de l'est #2 4–1–3 2d           | Maegashira de l'est #2 5–0 2d              |
| 1861  | Maegashira de l'est #2 9–0–1 Non officiel | Maegashira de l'est #2 5–0–4 1d            |
| 1862  | Maegashira de l'est #2 4–1–4 1d           | Maegashira de l'est #2 5–0–3 2d            |
| 1863  | Sekiwake de l'est 7–0–2 1d                | Absent                                     |
| 1864  | Non inscrit                               | Absent                                     |
| 1865  | Absent                                    | Sekiwake de l'est 6–0–1 1d 1h Non officiel |
| 1866  | Sekiwake de l'est 6–1–2 1h                | Ōzeki de l'ouest 8–0–1 1d Non officiel     |
| '1867 | Ōzeki de l'ouest 7–0–1 2d Non officiel    | Ōzeki de l'ouest 7–0–3 Non officiel        |
| 1868  | Retraite                                  |                                            |